# Polycyrtus vierecki
Polycyrtus vierecki är en stekelart som beskrevs av Henry Keith Townes, Jr. 1966. Polycyrtus vierecki ingår i släktet Polycyrtus och familjen brokparasitsteklar. Inga underarter finns listade i Catalogue of Life.